# Gerald Grawert
Gerald Grawert (* 2. Januar 1930 in Berlin; † 29. März 2005) war ein deutscher theoretischer Physiker, der sich mit Kernphysik befasste.
Grawert wurde bei Günther Ludwig an der FU Berlin promoviert (Darstellungen der Lorentz-Gruppe und Anwendungen auf das Zweiteilchenproblem), wo er danach außerordentlicher Professor war. 1965 bis zu seiner Emeritierung 1995 war er Professor für Theoretische Kernphysik an der Universität Marburg und Direktor des Instituts für Theoretische Physik IV. Er folgte damit Ludwig, der zwei Jahre vorher nach Marburg gekommen war.
Grawert befasste sich insbesondere mit Streutheorie in der Kernphysik und Kernreaktionen und Streuung mit polarisierten Kernen, wobei er mit dem Experimentator Dieter Fick zusammenarbeitete, der seit 1978 Professor in Marburg war. Grawert schrieb ein verbreitetes Quantenmechanik-Lehrbuch.

## Schriften
- Quantenmechanik, 2 Bände, Akademische Verlagsgesellschaft 1969, ab der 4. Auflage Aula Verlag, Wiesbaden, 1985